# 大阪府立佐野高等学校
大阪府立佐野高等学校（おおさかふりつ さのこうとうがっこう、英称：Osaka Prefectural Sano High School）は、大阪府泉佐野市市場東にある公立の高等学校。

## 概要
全日制課程で普通科と国際文化科を併設する。国際文化科は従来の国際教養科を改編する形で2021年度新入生より設置された。大阪府立高校で国際関係学科を設置する「LETS（レッツ）」10校のひとつとなっている。
校章は1948年、学制改革により男女共学になってから制定。ハト（鳩）の図柄が使われているため、地元では「ハト」または「ハト高」などと通称される。戦前の校章も、ハトをモチーフにしており、海の上を白い鳩が羽ばたいているようなデザインだった。

## 沿革

### 旧制学校
学校の起源は、日根郡佐野村・佐野尋常高等小学校に1894年に併設された特別学級にさかのぼる。特別学級では小学校卒業者を対象に裁縫の教授を実施していた。
特別学級が独立する形で、1903年に佐野村立裁縫学校が開校した。学校沿革史の上では、佐野村立裁縫学校の設置をもって学校創立と位置づけている。
裁縫学校は佐野尋常高等小学校内に併設された。裁縫学校はその後、佐野女子実業学校（1921年）、佐野家政女学校（1923年）へと改編された。
女子教育への要求が高まったことを背景に、入学希望者増加のため校舎が狭隘化したとして1925年に佐野町大西町に移転している。また1929年には女子中等教育の拡充を図る目的で、当時泉南郡唯一の女子実業教育機関として家政女学校を昇格させ、大阪府佐野実科高等女学校へと改編した。
1934年4月には泉南郡佐野町から大阪府へ移管し、大阪府立佐野高等実践女学校となった。1934年9月の室戸台風では校舎が倒壊する被害を受けている。1941年には大阪府立佐野高等女学校となった。

### 佐野高等学校
1948年の学制改革により、新制高等学校の大阪府立佐野高等学校が発足し、全日制普通科が設置された。
学制改革の際に泉南地域では、当時地域にあった旧制中等教育学校6校（府立岸和田中学校・府立岸和田高等女学校・府立佐野高等女学校・岸和田市立高等女学校・貝塚市立高等女学校・泉南郡組合立女子農芸学校）を、新制高等学校3校（大阪府立岸和田高等学校・大阪府立和泉高等学校・大阪府立佐野高等学校）に再編したうえで男女共学を実施することにした。このため、岸和田市立高等女学校・貝塚市立高等女学校・泉南郡組合立女子農芸学校を廃校として生徒を岸和田高等女学校（和泉高校）・佐野高等女学校の各校に振り分けた上で、岸和田高校（岸和田中学校）と男女生徒を交流している。交流対象者は生徒の住所によって選ばれている。
1980年代の高校生急増期に伴う生徒受け入れを図るため、1987年に大阪府立佐野高等学校日根野校を開設した。「高校増設や受け入れ定員拡大が早急に求められる一方で、数年後（1990年代以降）にはすぐに生徒減少期に入る見込みだった」という当時の社会状況を踏まえ、「高校新設をすればすぐに統廃合も検討しなければならなくなるが、統廃合は容易ではない」として、「当面は本校と分校で高校生急増期の受け入れに対応し、将来の生徒減少期に本校を分校敷地に郊外移転させる形で統合する」という名目で、既存校である佐野高校の分校として開設している。しかしその後の分校関係者の希望など条件の変化から日根野校は1995年に独立し、大阪府立日根野高等学校となった。

### 定時制
1950年に定時制課程普通科・商業科・家政科が設置された。1951年には従来の大阪府立佐野工業高等学校定時制商業科を、佐野高校定時制商業科へ統合している。商業科・家政科は1978年に募集停止となり、以後は普通科単独となった。
しかし大阪府は1995年、定時制高校再編として、佐野高校を含む府立定時制高校6校（佐野・市岡・今宮・勝山・高津・守口）の募集停止を発表した。反対運動なども起こったが覆すことができず、1996年度以降の募集停止と1999年3月の閉課程となった。

### 年表
- 1894年4月 - 佐野村立佐野尋常高等小学校内に特別学級を設置
- 1903年5月 - 佐野村立裁縫学校として独立（学校創立）。
- 1921年4月 - 佐野女子実業学校に改称。
- 1923年4月 - 町立佐野家政女学校に改称。
- 1929年4月 - 大阪府佐野実科高等女学校に改称。
- 1934年4月 - 大阪府立佐野高等実践女学校に改称。
- 1941年4月 - 大阪府立佐野高等女学校に改称。
- 1948年4月 - 大阪府立佐野高等学校に改称、男女共学化。
- 1950年4月 - 定時制課程併設。
- 1968年7月 - プール竣工。
- 1987年4月 - 分校として日根野校を開設。
- 1991年4月 - 国際教養科を設置。
- 1995年4月 - 日根野校が大阪府立日根野高等学校として分離独立。
- 1996年4月 - 定時制課程を募集停止。
- 1999年3月 - 定時制課程閉課程。
- 2021年 - 国際教養科を国際文化科に改編。

## 交通
- 南海本線 泉佐野駅より南東へ約900m
- 阪和線日根野駅より北西へ約2km

## 出身者

### 政治
- 今井豊 - 大阪維新の会の大阪府議会議員・元日本維新の会副代表
- 松浪健四郎 - 元衆議院議員、アマチュアレスリング指導者

### 芸能
- 喜多ふあり - 小説家
- 塚地武雅 - お笑いコンビ「ドランクドラゴン」
- 中田はじめ - 吉本新喜劇
- 山本浩之 - フリーアナウンサー・元関西テレビ

## 学校関係者
- 萬代悟 - 元教諭。教育工学者、武庫川女子大学名誉教授